# Surd, Zala
Surd  este un sat în districtul Nagykanizsa, județul Zala, Ungaria, având o populație de 629 de locuitori (2011).

## Demografie
Componența etnică a satului Surd
     Maghiari (99,11%)
     Romi (0,89%)
Componența confesională a satului Surd
     Romano-catolici (49,92%)
     Luterani (33,23%)
     Necunoscută (15,42%)
     Alte religii (1,43%)
Conform recensământului din 2011, satul Surd avea 629 de locuitori. Din punct de vedere etnic, majoritatea locuitorilor (99,11%) erau maghiari. Nu există o religie majoritară, locuitorii fiind romano-catolici (49,92%) și luterani (33,23%). Pentru 15,42% din locuitori nu este cunoscută apartenența confesională.